# St. Stephanus (Moosen, Vils)

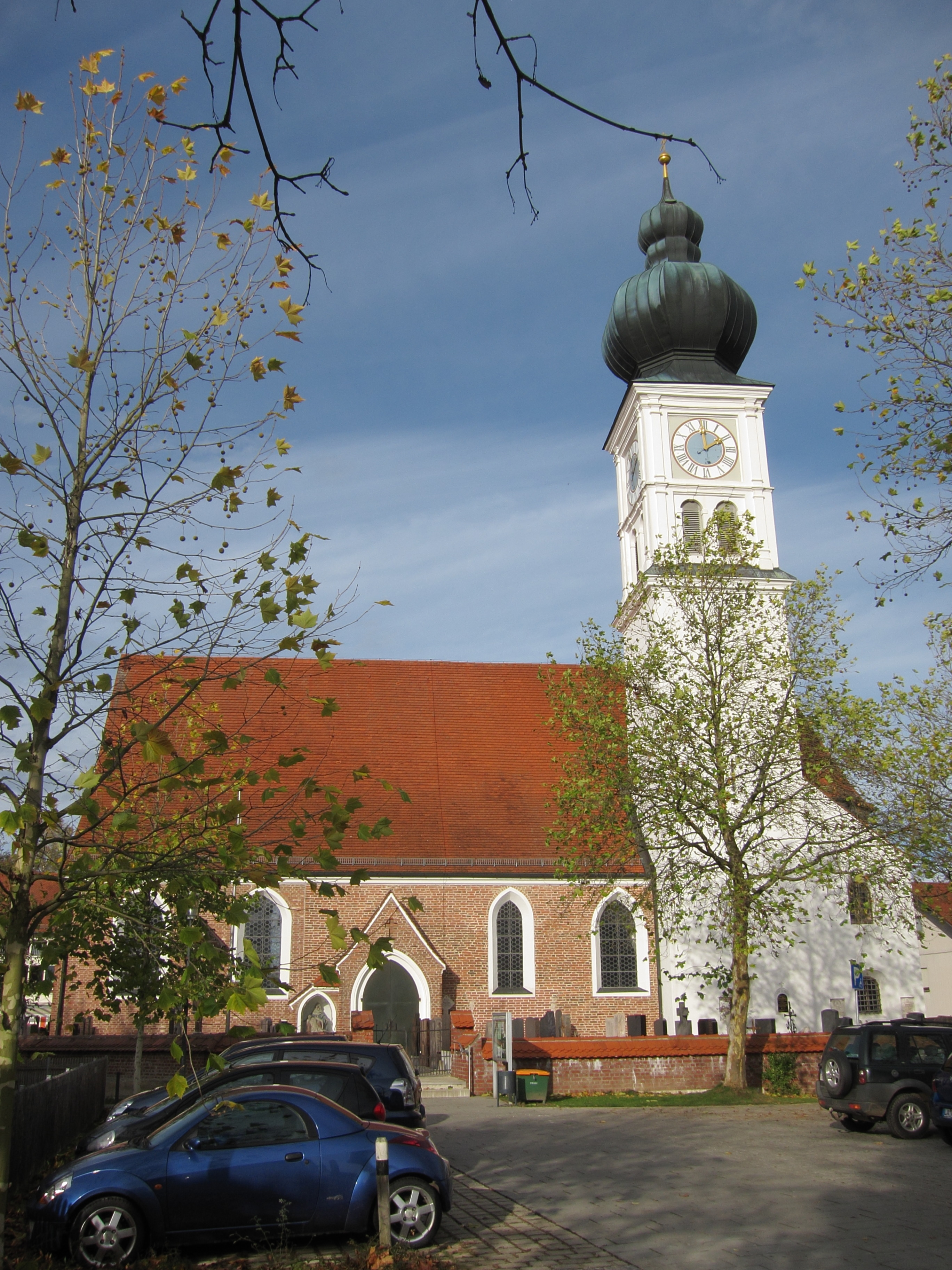
Kirche St. Stephanus in Moosen

St. Stephanus ist eine römisch-katholische Pfarrkirche in Moosen (Vils), einem Gemeindeteil der Gemeinde Taufkirchen (Vils) im Landkreis Erding in Oberbayern.

## Geschichte
Die Kirche in Moosen wird bereits 769 in einer Dotation des bayerischen Herzogs Tassilo III. an den Bischof von Freising erstmals erwähnt. Tassilo schenkte Besitz zu „Ufhusin“ (=Aufhausen, Landkreis Dingolfing-Landau) an die „Kirche des seligen Stephanus ... gelegen neben dem Fluss genannt Fils“. Erwähnt wird auch ein Priester (presbiter) namens Urso.
Die heutige katholische Pfarrkirche St. Stephanus ist ein spätgotischer Backsteinbau mit eingezogenem Chor, angefügter Sakristei und Spindelhelmturm aus der Zeit um 1500. Der Turmoberbau wurde vom Erdinger Stadtmaurermeister Anton Kogler nach einem Blitzschaden im Jahr 1701 barockisiert.
Das Langhaus der Kirche wurde 1911 erweitert. Die neugotische Ausstattung des Kirchenraumes wurde 1962 modernisiert.
Die Pfarrei ist heute Teil des Pfarrverbands Taufkirchen (Vils) im Dekanat Erding des Erzbistums München und Freising.

## Baubeschreibung
In der Liste der Baudenkmäler in Taufkirchen (Vils) ist das Baudenkmal folgendermaßen beschrieben:

„Katholische Pfarrkirche St. Stephanus: spätgotischer Backsteinbau mit eingezogenem Chor, angefügter Sakristei und Spindelhelmturm, um 1500, Turmoberbau von Anton Kogler 1701; mit Ausstattung“